# Улица Заслонова (Витебск)
Улица Заслонова (бел. Вуліца Заслонава) — улица в Витебске.

## История

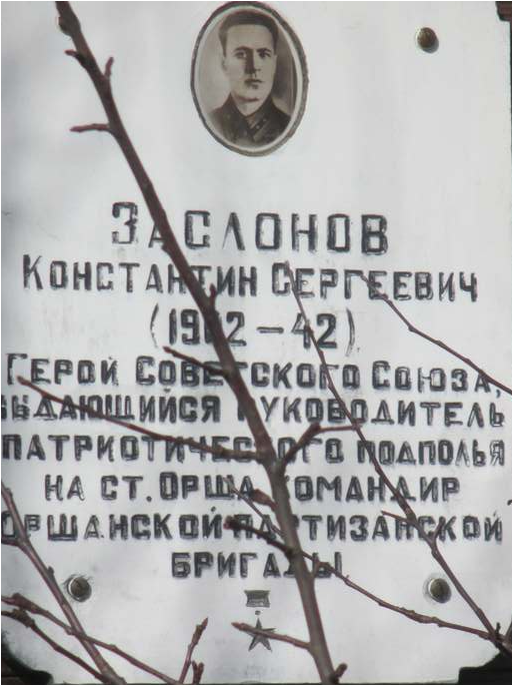

Улица Заслонова находится в западной части Витебска в Железнодорожном районе. Названа в честь одного из организаторов и руководителей партизанского движения на территории Витебской области в годы Великой Отечественной войны, Героя Советского Союза К. С. Заслонова.
Протяжённость улицы от Ленинградской улицы до улицы Титова составляет 800 м. Улица начала формироваться в 1930-е годы. Основная застройка — одноэтажные частные дома.
Улица Заслонова пересекается с улицами Гастелло, 3-й Гвардейской, Железнодорожной, 2-й Железнодорожной и улицей Мясоедова.

## Архивные сведения

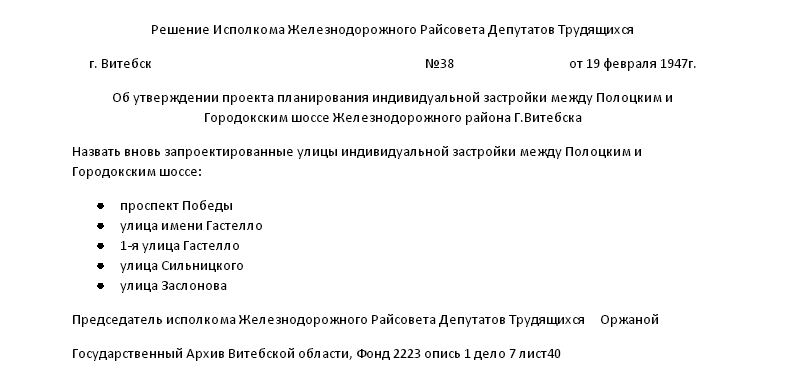